# Doris Wishman
Doris Wishman (1 de juny de 1912 - 10 d'agost de 2002) va ser una directora, guionista i productora de cinema nord-americà. Se li atribueix haver dirigit i produït almenys 30 llargmetratges durant una carrera de quatre dècades, sobretot en el gènere cinematogràfic sexplotació.
Nativa de la ciutat de Nova York, Wishman va començar la seva carrera cinematogràfica com un hobby després de la mort del seu marit el 1958. Va fer el seu debut amb Hideout in the Sun (1960), i va passar a dirigir nombroses pel·lícules nudistas i d'explotació, com ara Gentlemen Prefer Nature Girls (1963), Behind the Nudist Curtain (1963) i Bad Girls Go to Hell (1965). A la dècada de 1970, va fer la seva primera incursió en la direcció de pel·lícules pornogràfiquess.
El 1979, Wishman va filmar el seu primer i únic llargmetratge pel·lícula de terror, A Night to Dismember, que va passar diversos anys editant després que diversos rodets fossin destruïts durant la postproducció. Va fer tres pel·lícules més a principis dels anys 2000 abans de morir l'any 2002, amb 90 anys.

## Vida i carrera

### Primers anys
Doris Wishman va néixer l'1 de juny de 1912 a la ciutat de Nova York, filla d'immigrants jueus ucraïnesos. El seu pare era venedor de fenc i gra; la seva mare va morir quan encara era una nena. Ella es va criar al barri novaiorquès del Bronx, on es va graduar a la James Monroe High School. Després de graduar-se a l'escola secundària, Wishman va afirmar haver pres classes d'actuació a l'Alviene School of Dramatics de la ciutat de Nova York a principis de la dècada de 1930, on era companya de classe de Shelley Winters. Més tard va estudiar a Hunter College.
Més tard va treballar com a reserva de pel·lícules per al seu cosí Max Rosenberg, un distribuïdor de pel·lícules independents que es va ocupar tant de pel·lícules d'art com de pel·lícules d'explotació a finals de la dècada de 1940 i principis de la dècada de 1950. Wishman també va treballar com a actriu a la ciutat de Nova York durant la dècada de 1950, i durant un temps va treballar amb Joseph Levine. Durant aquest mateix període, es va casar breument amb el consultor de publicitat Jack Abrams i va residir amb ell a Florida fins que la seva mort l'any 1958 a causa d'un atac de cor als 31 anys, va quedar vídua només cinc mesos després del seu matrimoni. Pel seu propi compte, Wishman va començar la seva carrera de producció cinematogràfica després de la prematura mort d'Abrams, ja que sentia que "necessitava alguna cosa amb què omplir les meves hores."

### Inicis; pel·lícules nudistes

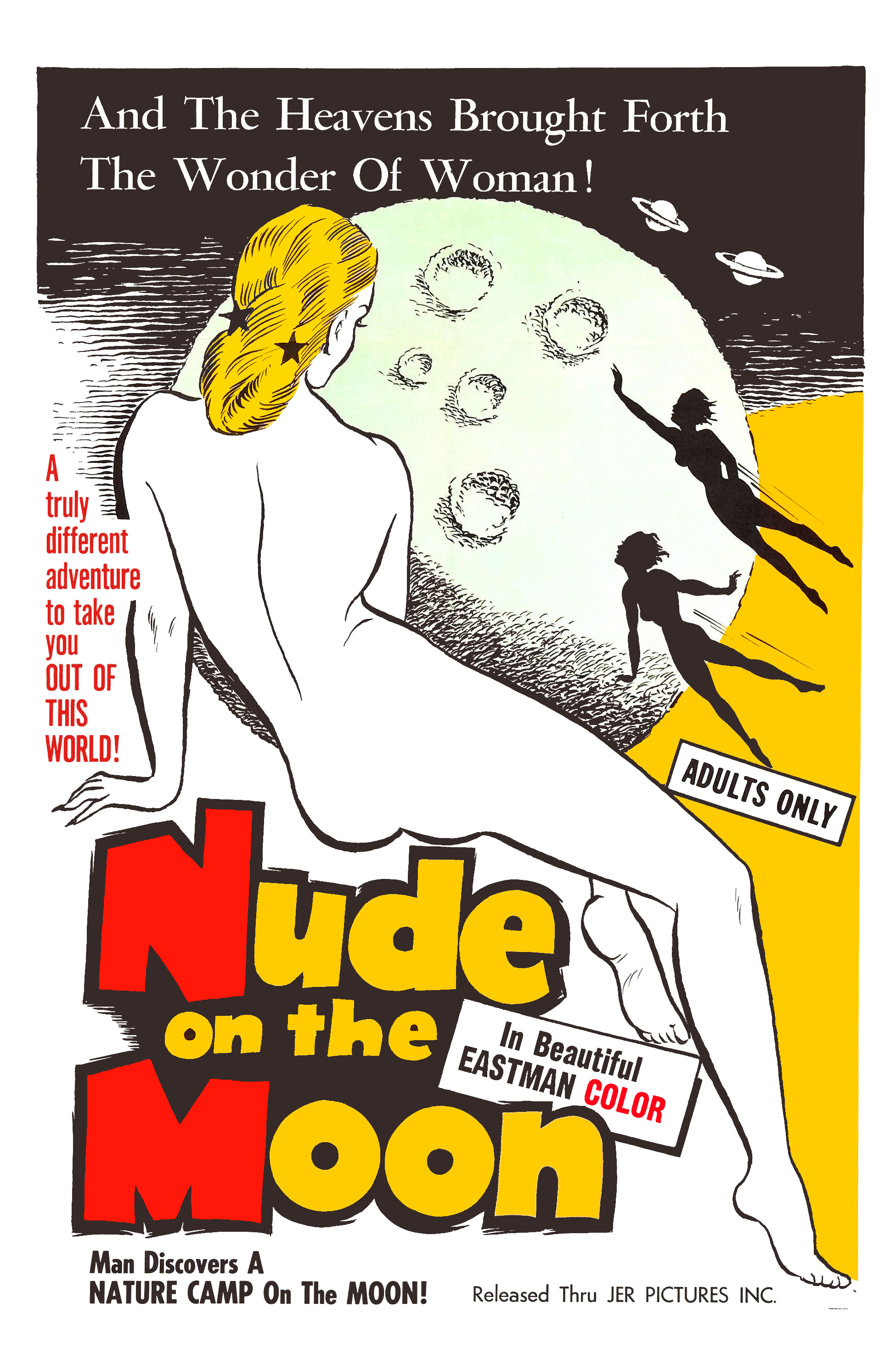
Poster de Nude on the Moon

Les seves primeres pel·lícules s'anomenen pel·lícules de campaments nudistes o romanços nudistes. L'any 1957, un tribunal d'apel·lacions de Nova York va dictaminar que es permetien exhibir pel·lícules que representessin el nudisme a les sales de cinema de l'estat de Nova York. Wishman estava familiaritzada amb l'atractiu i el potencial de les pel·lícules de campaments nudistes a causa que coneixia Walter Bibo, la pel·lícula de la qual Garden of Eden va guanyar notorietat a causa de la influència de les lleis de censura per filmar la nuesa. Inspirada per aquest desenvolupament, Wishman va afirmar en diverses entrevistes haver manllevat 10.000 dòlars a la seva germana per produir la seva primera pel·lícula, Hideout in the Sun, una pel·lícula nudista, rodada a finals de 1958 i estrenada a principis de 1960. La seva següent pel·lícula, Nude on the Moon, estrenada el 1961, va ser un nu de ciència-ficció. La pel·lícula va ser prohibida a Nova York després que la Junta de Censura de l'Estat de Nova York dictaminés que les pel·lícules amb nuesa en una colònia nudista eren legalment permeses, però la nuesa en una pel·lícula fantàstica ambientada en una "colònia nudista a la Lluna" no ho era. La seva quarta pel·lícula nudista, Blaze Starr Goes Nudist (1962), fou protagonitzada per la llegendària intèrpret burlesque Blaze Starr. Wishman va produir un total de vuit pel·lícules nudistes entre 1958 i 1964. Després que la popularitat del gènere comencés a disminuir, va decidir abandonar les pel·lícules d'explotació nudista i passar al nou gènere sexplotació. Doris Wishman havia produït, dirigit i escrit més pel·lícules de gènere nudista que ningú en aquell moment, quan va decidir canviar de direcció.

### Pel·lícules d'explotació

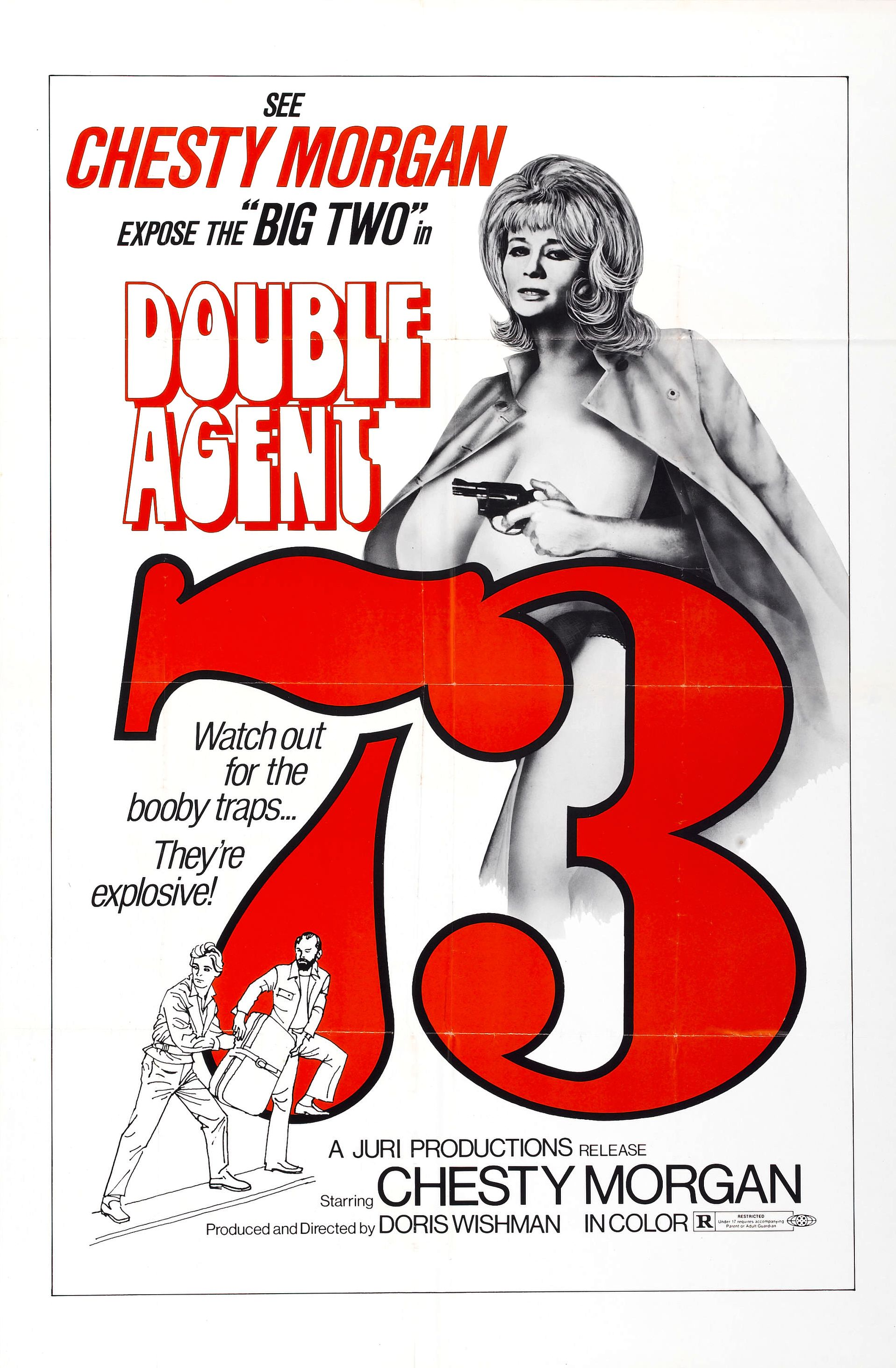
Poster s Double Agent 73

Wishman va començar a produir i dirigir pel·lícules d'explotació sexual o d'explotació l'any 1964, que sovint s'anomenaven "roughies". La censura de l'època permetria molt poc, és a dir, Wishman i altres directors d'explotació utilitzaven diferents tàctiques per retratar l'erotisme i l'emoció, utilitzant melodrama, tallades, xerrades sexuals suaus i nuesa suggeridora permesa per la llei. Això va posar a Wishman en desacord amb la llei de censura. En aquest gènere, Wishman també va utilitzar un estil diferent de realització de pel·lícules en què retallava objectes o escenografies que no es trobaven a l'escena, semblant al muntatge soviètic. Moya Luckett considera que l'estil de tallat que va utilitzar Wishman era possiblement per alterar la mirada masculina i incorporar una mirada femenina.
El seu segon llançament en aquest gènere va ser Bad Girls Go to Hell (1965), la primera col·laboració de Wishman amb el seu director de fotografia C. Davis Smith. Durant aquest període, va treballar sovint sota el pseudònim de "Louis Silverman", el nom del seu segon marit. També va dirigir The Sex Perils of Paulette (1965), que comptava amb Tony Lo Bianco al seu debut cinematogràfic. The Sex Perils of Paulette va ser fortament censurada per la Junta de censura de Nova York.
Tot el treball d'explotació de Wishman es va rodar en blanc i negre fins al llançament de la seva primera funció de color porno suau, Love Toy (circa 1970). Poc després, va produir una comèdia sexual titulada Keyholes Are for Peeping (1972) (també coneguda com Is There Love After Marriage?) protagonitzada per còmic Sammy Petrillo. A mitjans de la dècada de 1970, va dirigir dos thrillers de baix pressupost amb l'intèrpret burlesque Chesty Morgan: Deadly Weapons i Double Agent 73, el primer dels quals va ser distribuït internacionalment per Hallmark Releasing Corporation i fet amb un pressupost de 50.000 dòlars. Quan va produir roughies, Wishman els va rodar amb una càmera de mà, una tàctica utilitzada per cineastes experimentals i cineastes d'explotació que intentaven reduir els costos de rodatge. La llei antiobscenitat de l'època limitava molt la circulació de les pel·lícules de Doris Wishman i altres directors d'explotació.

### Treball pornogràfic i d'explotació posterior
El seu treball durant els anys 1970 i 80 era tot en el gènere de l'explotació del nucli suau, excepte que a mitjans dels 70, Wishman va dirigir dues pel·lícules pornogràfiques hardcore titulades Satan Was a Lady (1975) i Come With Me, My Love (1976), ambdues amb Annie Sprinkle. Amb el col·lapse de la llei de censura, la demanda per la nuesa a la pel·lícula va augmentar, afectant la direcció cinematogràfica de Wishman. El hardcore ja estava disponible i es podia filmar sexe explícit; però, Wishman i molts directors d'explotació ho van considerar desagradable. A Wishman no li agradava treballar en pel·lícules pornogràfiques i més tard a la seva vida va negar haver-les dirigit. El 1968, va estrenar The Hot Month in August i Passion Fever, dues pel·lícules gregues ja acabades, que Wishman va comprar i va afegir material original mínim, com ara la veu en off. A més, el 1978, va llançar un semidocumental titulat Let Me Die a Woman, que havia començat a rodar originalment el 1971. La pel·lícula va incloure entrevistes amb diverses persones transgènere, una de les quals era Deborah Hartin, i incloïa reconstruccions dramàtiques d'escenes de les seves vides. Va ser una de les primeres pel·lícules centrades en el transsexualisme i protagonitzades per transsexuals. Els esdeveniments de la pel·lícula eren representacions d'esdeveniments reals, segons el Dr. Leo Wollman, que apareixia a la pel·lícula. Una d'aquestes dramatitzacions va comptar amb l'estrella porno Harry Reems abans que esdevingués reconegut internacionalment pel seu paper a Deep Throat (1972). A la llum de l'expansió de la pel·lícula slasher que va començar amb Halloween el 1978, el darrer llargmetratge de Wishman va ser una pel·lícula de terror titulada A Night to Dismember. Començat a finals dels anys 70, va passar per diverses manifestacions i finalment es va completar el 1983. La pel·lícula protagonitza la actriu pornogràfica Samantha Fox. No es va estrenar mai als cinemes. En aquests treballs posteriors, les pel·lícules prenen un gir sagnant i grotesc, i de vegades s'anomena el seu cinema de representació somàtica, a causa dels temes durs del cos que es traeix a si mateix.

### Vida posterior i pel·lícules finals
Després del fracàs de A Night to Dismember, Wishman es va traslladar a Coral Gables, Florida, a mitjans dels anys vuitanta, on va trobar feina en una botiga d’articles per a adults. L'interès pel seu treball va començar a augmentar lentament a causa de l'estrena de vídeo casolà de moltes de les seves pel·lícules a través de Something Weird Video. Es va començar a formar-se un seguici de culte i Wishman va ser honrada al New York Underground Film Festival el 1998 i va aparèixer dues vegades a Late Night with Conan O'Brien, en una de les quals va ser entrevistada per Roger Ebert. Quan va tornar l'any 2001 va començar a treballar en dos projectes. Una era una comèdia sexual anomenada Dildo Heaven, estrenada l'any 2002. L'altra era Each Time I Kill que tenia cameos de John Waters, Linnea Quigley i Fred Schneider, el cantant dels B-52s.

## Mort
Wishman va morir el 10 d'agost de 2002 a Miami, Florida, poc després de ser tractada per un limfoma.

## Llegat
Wishman va fer més pel·lícules que qualsevol altra dona directora de l'era del so. El cineasta John Waters va aparèixer un clip de Deadly Weapons a la seva pel·lícula Una assassina molt especial. El crític de cinema Joe Bob Briggs va descriure a Wishman com "la directora de cinema d'explotació femenina més gran de la història". Va ser una de les dones directores més actives del món durant els anys 60 i 70 treballant en el gènere d'explotació. Abans de la seva mort, va rebre un premi a tota la vida del Chicago Underground Film Festival, i diverses de les seves pel·lícules van ser seleccionades per a una gala celebrant el seu treball a Los Angeles Nuart Theatre de 1998, titulat "Doris Wishman: Queen of Sexploitation". El 2021, va ser objecte d'una retrospectiva comissariada sobre el servei de reproducció d'art-house, Criterion Channel.

## Filmografia
| Any  | Títol                          | Notes                                               | Ref.   |
| ---- | ------------------------------ | --------------------------------------------------- | ------ |
| 1960 | Hideout in the Sun             |                                                     | [ 15 ] |
| 1961 | Nude on the Moon               |                                                     | [ 15 ] |
| 1961 | Diary of a Nudist              |                                                     | [ 15 ] |
| 1962 | Blaze Starr Goes Nudist        |                                                     | [ 16 ] |
| 1963 | Gentlemen Prefer Nature Girls  |                                                     | [ 15 ] |
| 1963 | Playgirls International        |                                                     | [ 17 ] |
| 1964 | Behind the Nudist Curtain      |                                                     | [ 17 ] |
| 1964 | The Prince and the Nature Girl |                                                     | [ 17 ] |
| 1965 | Bad Girls Go to Hell           |                                                     | [ 18 ] |
| 1965 | The Sex Perils of Paulette     |                                                     | [ 9 ]  |
| 1966 | Another Day, Another Man       |                                                     | [ 19 ] |
| 1966 | My Brother's Wife              |                                                     | [ 19 ] |
| 1967 | A Taste of Flesh               |                                                     | [ 20 ] |
| 1967 | Indecent Desires               |                                                     | [ 21 ] |
| 1968 | Too Much Too Often!            |                                                     | [ 21 ] |
| 1968 | Love Toy                       |                                                     | [ 2 ]  |
| 1970 | The Amazing Transplant         |                                                     | [ 10 ] |
| 1972 | Keyholes Are for Peeping       | També coneguda com a: Is There Love After Marriage? | [ 10 ] |
| 1973 | Deadly Weapons                 |                                                     | [ 22 ] |
| 1974 | Double Agent 73                |                                                     | [ 22 ] |
| 1975 | The Immoral Three              |                                                     | [ 23 ] |
| 1975 | Satan Was a Lady               |                                                     | [ 24 ] |
| 1976 | Come with Me, My Love          | També coneguda com a: The Haunted Pussy             | [ 10 ] |
| 1978 | Let Me Die a Woman             |                                                     | [ 25 ] |
| 1983 | A Night to Dismember           | Filmada el 1979                                     | [ 11 ] |
| 2001 | Satan Was a Lady               | Diferent de la de 1975 però amb el mateix títol     | [ 24 ] |
| 2002 | Dildo Heaven                   |                                                     | [ 24 ] |
| 2007 | Each Time I Kill               | Estrenada pòstumament                               | [ 24 ] |